# Bataille de Goma (2012)
Pour l’article homonyme, voir Bataille de Goma.
Guerre du Kivu
La seconde bataille de Goma est une bataille ayant eu lieu aux alentours de la ville de Goma dans la région du Nord-Kivu, en république démocratique du Congo (RDC). Elle débute en juillet 2012 et prend fin le 1er décembre 2012 à la suite du retrait des rebelles du Mouvement du 23 mars (M23) de Goma.
Le 15 novembre 2012, après plusieurs mois de face à face au Nord de Goma, les combats reprennent entre les Forces armées de la république démocratique du Congo (FARDC) et le M23. Le 20 novembre 2012, les rebelles du M23 prennent la ville de Goma et ses alentours. Environ 350 militaires sont faits prisonniers. Les casques bleus de la Mission de l'Organisation des Nations unies en république démocratique du Congo (MONUSCO) sont restés neutres.

## Contexte
Le premier conflit de la guerre du Kivu a vu s'opposer de 2004 à 2009 les forces régulières de l'armée de la république démocratique du Congo (RDC) à une rébellion de soldats dissidents mené par Laurent Nkunda, puis au Congrès national pour la défense du peuple (CNDP), un groupe poltico-militaire créé par Laurent Nkunda en 2006. Durant ce conflit déjà, en 2008, Goma et ses environs ont fait l'objet de violents combats. Un accord de paix conclu le 23 mars 2009 entre le CNDP et le gouvernement de la RDC prévoit la libération des prisonniers, la transformation du CNDP en parti politique, le retour des réfugiés se trouvant dans les pays limitrophes de la RDC et dont sont issus la grande majorité des rebelles[réf. souhaitée], l’intégration des civils membres du CNDP au sein des institutions gouvernementales ainsi que l’intégration des combattants  du CNDP dans les Forces armées de la république démocratique du Congo (FARDC). Les ex-membres militaires du CNDP sont soupçonnés d'abuser de leur position dans l'armée pour contrôler le trafic de minerais, ce qui conduit le gouvernement de la RDC à muter les militaires issues du CNDP dans d'autres régions de la RDC. Estimant que ceci violait les accords du 29 mars 2009, des soldats issus du CNDP se mutinent en avril 2012,,, et le 6 mai 2012, les mutins dirigés par le colonel Sultani Makenga créent le M23, en référence à la date de l’accord.

## Bataille
Le 15 novembre 2012, après une trêve de plusieurs mois, les combats reprennent entre les rebelles du M23 et les Forces armées de la république démocratique du Congo (FARDC) dans le Nord-Kivu, aux environs de Kibumba, localité qui tombe au main de la rébellion le 17 novembre 2012. Le 18 novembre 2012, les rebelles continuent leur avancé et se retrouvent aux portes de Goma.
Le 20 novembre 2012, après 2 jours de combats et une faible résistance de l'armée congolaise, le M23 prend le contrôle de Goma, et les FARDC en déroute se retirent à Sake. Le 21 novembre 2012, les forces armées du M23 continuent leur progression et prennent le contrôle de Sake sans y rencontrer de résistance, les forces congolaises ayant quitté la ville la nuit précédent l'offensive du M23,. Le lendemain, le 22 novembre 2012, une contre offensive des FARDC, épaulés par un milice Maï-Maï locale, l'Alliance des patriotes pour un Congo libre et souverain (APCLS), déloge les rebelles de Sake. Annoncé hâtivement par le ministre de l'information Lambert Mende Omalanga comme étant de nouveau sous contrôle des forces congolaises,, Sake, est dans les heures qui suivent soumis à de nouveau combats entre le rebelles et les forces loyalistes. Au terme des combats le M23 reprend possession de la localité, forçant les troupes loyalistes à se replier dans le sud, vers Minova, où s'est regroupés l'armée congolaise après avoir quitté Goma, avec l'objectif de s'y restructurer,. Les rebelles demandent une négociation directe avec le président Kabila pour rétablir la paix en RDC.
Le 24 novembre 2012, aux termes d'une médiation des pays des Grands Lacs réunis à Kampala, les dirigeants du M23 acceptent de se retirer de la région en échange de l'ouverture de négociations avec le pouvoir congolais. Selon l'accord, le M23 doit se retirer à au moins 20 kilomètres de Goma. Le 30 novembre 2012, un millier de miliciens du M23 partent de Sake,. Le même jour à Goma près de 300 policiers sont déployés de Bukavu, avec pour mission de sécurisée la ville après le retrait des M23. Le 1er décembre 2012, les rebelles du M23 quittent la ville de Goma, en direction des positions qu'ils occupaient dans le territoire du Rutshuru avant la prise de Goma,.

## Conséquences humanitaires
Ces combats ont provoqués la fuite de milliers de civils en direction du camp de réfugiés de Mugunga dans les environs de Goma,, ainsi que vers le Rwanda, portant le nombre de déplacés dans l'Est de la RDC à 2,4 millions de personnes.